# Aaron Wilbraham
Aaron Thomas Wilbraham (Knutsford, 21 ottobre 1979) è un ex calciatore inglese, di ruolo attaccante.

## Carriera

### Club

#### Gli inizi
Wilbraham cominciò la carriera con la maglia dello Stockport County, per cui totalizzò 172 apparizioni in campionato (tra First Division e Second Division) dal 1997 al 2004. Nel luglio 2000, passò in prestito ai norvegesi del Moss, club militante nella Tippeligaen. Esordì in squadra il 30 luglio, sostituendo Christian Petersen nella sconfitta per 3-0 sul campo del Tromsø. Il 10 luglio 2004, passò allo Hull City in cambio di 100.000 sterline, club che nel corso dello stesso anno lo prestò per un mese all'Oldham Athletic. Esso viene nominato giocatore non rivelazione del torneo.

#### Milton Keynes Dons
Il 6 luglio 2005, passò a titolo definitivo al Milton Keynes Dons, club di Football League Two. Nel 2006, fu prestato al Bradford City. Divenne poi titolare al Milton Keynes Dones, contribuendo alla promozione del club nella Football League One, nel 2008. Rimase in squadra per altre due stagioni e mezzo.

#### Norwich City
Il 1º gennaio 2011, fu annunciato il suo trasferimento al Norwich City, formazione militante nella Football League Championship, con la formula del prestito. Debuttò in squadra il giorno stesso, quando fu titolare nel successo per 1-0 sul Queens Park Rangers. Il trasferimento diventò a titolo definitivo una settimana dopo. L'8 marzo dello stesso anno, segnò la prima rete in squadra, che contribuì al successo per 2-3 in casa del Leicester City. A fine stagione, il Norwich City centrò la promozione nella Premier League. Il 17 maggio 2012, il club annunciò che non gli avrebbe offerto il rinnovo.

#### Crystal Palace e Bristol City
Il 4 luglio 2012, il Crystal Palace comunicò sul proprio sito ufficiale l'ingaggio di Wilbraham, che firmò un contratto dalla durata biennale. Svincolatosi due anni più tardi, firmò un accordo annuale con il Bristol City.

## Statistiche

### Presenze e reti nei club
Statistiche aggiornate al 3 luglio 2014.
| Stagione                  | Club                      | Campionato                | Campionato | Campionato | Coppe nazionali | Coppe nazionali | Coppe nazionali | Coppe continentali | Coppe continentali | Coppe continentali | Supercoppe | Supercoppe | Supercoppe | Totale | Totale |
| Stagione                  | Club                      | Comp                      | Pres       | Reti       | Comp            | Pres            | Reti            | Comp               | Pres               | Reti               | Comp       | Pres       | Reti       | Pres   | Reti   |
| ------------------------- | ------------------------- | ------------------------- | ---------- | ---------- | --------------- | --------------- | --------------- | ------------------ | ------------------ | ------------------ | ---------- | ---------- | ---------- | ------ | ------ |
| 1997-1998                 | Stockport County          | FD                        | 7          | 1          | FA+LC           | 0               | 0               | -                  | -                  | -                  | -          | -          | -          | 7      | 1      |
| 1998-1999                 | Stockport County          | FD                        | 26         | 0          | FA+LC           | 0+1             | 0               | -                  | -                  | -                  | -          | -          | -          | 27     | 0      |
| 1999-2000                 | Stockport County          | FD                        | 26         | 4          | FA+LC           | 0+4             | 0+1             | -                  | -                  | -                  | -          | -          | -          | 30     | 5      |
| lug.-set. 2000            | Moss                      | T                         | 7          | 0          | CN              | 0               | 0               | -                  | -                  | -                  | -          | -          | -          | 7      | 0      |
| set. 2000-2001            | Stockport County          | FD                        | 36         | 12         | FA+LC           | 3+0             | 0               | -                  | -                  | -                  | -          | -          | -          | 39     | 12     |
| 2001-2002                 | Stockport County          | FD                        | 21         | 3          | FA+LC           | 0+1             | 0               | -                  | -                  | -                  | -          | -          | -          | 22     | 3      |
| 2002-2003                 | Stockport County          | SD                        | 15         | 7          | FA+LC           | 0               | 0               | -                  | -                  | -                  | -          | -          | -          | 15     | 7      |
| 2003-2004                 | Stockport County          | SD                        | 41         | 8          | FA+LC           | 1+1             | 0               | -                  | -                  | -                  | -          | -          | -          | 43     | 8      |
| Totale Stockport County   | Totale Stockport County   | Totale Stockport County   | 172        | 35         |                 | 11              | 1               |                    | -                  | -                  |            | -          | -          | 183    | 36     |
| ago.-ott. 2004            | Hull City                 | FL1                       | 8          | 0          | FA+LC           | 0               | 0               | -                  | -                  | -                  | -          | -          | -          | 8      | 0      |
| ott.-nov. 2004            | Oldham Athletic           | FL1                       | 4          | 2          | FA+LC           | 0               | 0               | -                  | -                  | -                  | -          | -          | -          | 4      | 2      |
| nov. 2004-2005            | Hull City                 | FL1                       | 11         | 2          | FA+LC           | 1+0             | 0               | -                  | -                  | -                  | -          | -          | -          | 12     | 2      |
| 2005-feb. 2006            | Milton Keynes Dons        | FL1                       | 31         | 4          | FA+LC           | 2+1             | 0               | -                  | -                  | -                  | -          | -          | -          | 34     | 4      |
| mar.-giu. 2006            | Bradford City             | FL1                       | 5          | 1          | FA+LC           | 0               | 0               | -                  | -                  | -                  | -          | -          | -          | 5      | 1      |
| 2006-2007                 | Milton Keynes Dons        | FL2                       | 32         | 7          | FA+LC           | 2+2             | 0+2             | -                  | -                  | -                  | -          | -          | -          | 36     | 9      |
| 2007-2008                 | Milton Keynes Dons        | FL2                       | 35         | 10         | FA+LC           | 1+2             | 0               | -                  | -                  | -                  | -          | -          | -          | 38     | 10     |
| 2008-2009                 | Milton Keynes Dons        | FL1                       | 35         | 17         | FA+LC           | 0+1             | 0               | -                  | -                  | -                  | -          | -          | -          | 36     | 17     |
| 2009-2010                 | Milton Keynes Dons        | FL1                       | 35         | 10         | FA+LC           | 3+0             | 0               | -                  | -                  | -                  | -          | -          | -          | 38     | 10     |
| 2010-gen. 2011            | Milton Keynes Dons        | FL1                       | 10         | 2          | FA+LC           | 0+1             | 0               | -                  | -                  | -                  | -          | -          | -          | 11     | 2      |
| Totale Milton Keynes Dons | Totale Milton Keynes Dons | Totale Milton Keynes Dons | 178        | 50         |                 | 15              | 2               |                    | -                  | -                  |            | -          | -          | 193    | 52     |
| gen.-giu. 2011            | Norwich City              | FLC                       | 12         | 1          | FA+LC           | 1+0             | 0               | -                  | -                  | -                  | -          | -          | -          | 13     | 1      |
| 2011-2012                 | Norwich City              | PL                        | 11         | 1          | FA+LC           | 3+1             | 0               | -                  | -                  | -                  | -          | -          | -          | 15     | 1      |
| Totale Norwich City       | Totale Norwich City       | Totale Norwich City       | 23         | 2          |                 | 5               | 0               |                    | -                  | -                  |            | -          | -          | 28     | 2      |
| 2012-2013                 | Crystal Palace            | FLC                       | 24         | 0          | FA+LC           | 1+2             | 0+1             | -                  | -                  | -                  | -          | -          | -          | 27     | 1      |
| 2013-2014                 | Crystal Palace            | PL                        | 4          | 0          | FA+LC           | 1+1             | 1+0             | -                  | -                  | -                  | -          | -          | -          | 6      | 1      |
| Totale Crystal Palace     | Totale Crystal Palace     | Totale Crystal Palace     | 28         | 0          |                 | 5               | 2               |                    | -                  | -                  |            | -          | -          | 33     | 2      |
| 2014-2015                 | Bristol City              | FL1                       | 0          | 0          | FA+LC           | 0               | 0               | -                  | -                  | -                  | -          | -          | -          | 0      | 0      |
| Totale                    | Totale                    | Totale                    | 408        | 92         |                 | 32              | 3               |                    | -                  | -                  |            | -          | -          | 440    | 95     |

## Palmarès

### Club

#### Competizioni nazionali
- Football League One: 1

Bristol City: 2014-2015
- Football League Trophy: 1

Bristol City: 2014-2015